# Sud de France Arena
Sud de France Arena (também conhecida como a ARENA) é um estádio coberto localizado em Montpellier, França inaugurado em setembro de 2010. Sua capacidade total é para 14 000 espectadores, sendo que a capacidade para eventos esportivos essa capacidade fica em 9000 espectadores. será a sede no Europeu de Handebol do Montpellier Agglomération Handball e abrigará o torneio de tênis Open Sud de France. Foi sede do XXXI Campeonato Mundial de Ginástica Rítmica que serviu como pré-olímpico para os Jogos Olímpicos de 2012. Em 2015 a arena também sediou o Campeonato Europeu de Ginástica Artística entre 13 e 19 de abril.
Foi selecionada como uma das sedes do FIBA EuroBasket 2015.